# Font Vella Levité

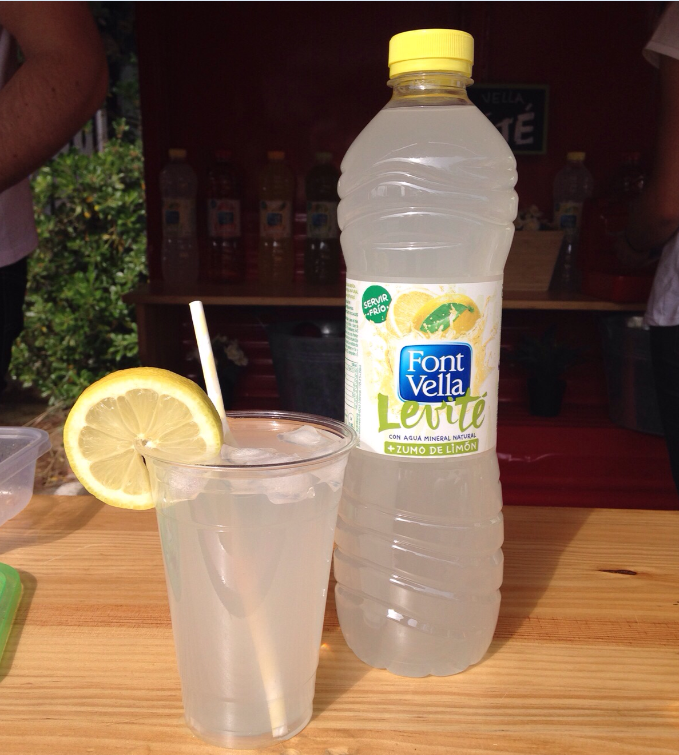
Botella de Font Vella Levité

Font Vella Levité es una bebida de agua mineral con mínimo de gas y zumo de fruta. La marca es propiedad de Aguas Danone, empresa española del Grupo Danone que comercializa también el agual mineral natural Font Vella.

## Historia
Font Vella Levité nació en abril del año 2013 impulsada por el éxito que el producto había cosechado en otros países. Para la aparición del producto la empresa realizó un estudio entre más de 1.500 consumidores para validar su sabor y el interés de los consumidores españoles en el producto.
Font Vella Levité se presenta en el mercado en dos formatos: 50 cl. y 1,25 l. El envase es totalmente transparente y el diseño de la etiqueta se realizó pensando en transmitir los valores a los que se quiere asociar la marca: ligereza y frescura. Originalmente Font Vella Levité apareció en el mercado español en dos sabores: limón y manzana. Actualmente dispone de hasta 6 sabores diferentes y es un producto que no contiene ni conservantes ni colorantes artificiales.
El producto se comercializa en España tanto en hostelería como en supermercados e hipermercados. En el año 2013 el “Radar de la innovación” de la consultora Kantar Worldpanel lo premió como una de las iniciativas más exitosas del año.

## Descripción
Font Vella Levité está compuesto de agua mineral natural -su principal ingrediente- y zumo de fruta. No es una bebida carbonatada, por lo que no tiene gas. Tampoco colorantes artificiales, ni edulcorantes. Actualmente el producto está a la venta en seis sabores diferentes: 
- Levite Limón
- Levité Naranja
- Levité Piña
- Levité Manzana
- Levité Fresa
- Levité Kiwi
- Levité Lima
- Levité Mango